# 토마스 헬베그
토마스 룬 헬베그(덴마크어: Thomas Lund Helveg, 1971년 6월 24일 ~ )는 덴마크의 전직 축구 선수 및 현 축구 코치로서, 선수 시절 포지션은 수비수이다. 현재 오덴세 BK의 수석 코치 직을 수행하고 있다.

## 선수 경력

### 클럽 경력
1989년 고향팀인 오덴세 BK에 입단하였으며 1군 팀에 데뷔한지 얼마 되지 않아 주전으로 도약하였다. 1994년, 이탈리아의 우디네세 칼초로 이적하여 세리에 B로 강등되었던 팀을 1시즌 만에 승격으로 이끌었다.
1998년, 당시 덴마크의 축구 역사상 최고의 이적료인 6백만 유로의 몸값으로 우디네세 시절 감독이었던 알베르토 자케로니 감독을 따라 AC 밀란으로 이적하였다. 밀란으로의 이적 후 첫 시즌, 팀이 1998-99 시즌 우승 타이틀을 거머쥐는 데 공헌하였으나 2003년 자케로니 감독이 FC 인테르나치오날레 밀라노의 감독으로 부임하자 그를 따라 AC 밀란의 라이벌 팀인 인테르나치오날레로 이적하였다.
하지만 오랜 기간 활약하지 못한 채 1시즌 만에 당시 잉글리시 프리미어 리그로 승격되었던 노리치 시티 FC로 이적하였다. 노리치에서도 큰 활약을 보이지 못한 채 팀의 강등을 막지 못하였고 보루시아 묀헨글라트바흐로 이적하였으나 부상으로 많은 경기에 출장하지 못한 채 친정팀인 오덴세 BK로 복귀하였다.
2010년 12월 4일, 마지막 경기를 치르고 은퇴하였다.

## 같이 보기
- A매치 100경기 이상 출전한 축구 선수 명단